# Victor Glover
Victor Jerome Glover (ur. 30 kwietnia 1976) – astronauta NASA. Jest pierwszym ciemnoskórym astronautą, który został stałym członkiem ekspedycji na Międzynarodową Stację Kosmiczną (ISS). Wziął udział w pierwszej operacyjnej misji statku Crew Dragon na Międzynarodową Stację Kosmiczną.
Stowarzyszenie Uczestników Lotów Kosmicznych (Association of Space Explorers) przyznało mu Universal Astronaut Insignia za lot orbitalny (nr 565).

## Wykaz lotów
| Loty kosmiczne, w których uczestniczył Victor J. Glover | Loty kosmiczne, w których uczestniczył Victor J. Glover | Loty kosmiczne, w których uczestniczył Victor J. Glover | Loty kosmiczne, w których uczestniczył Victor J. Glover | Loty kosmiczne, w których uczestniczył Victor J. Glover | Loty kosmiczne, w których uczestniczył Victor J. Glover                            | Loty kosmiczne, w których uczestniczył Victor J. Glover |
| Lp.                                                     | Data startu                                             | Statek kosmiczny                                        | Data lądowania                                          | Statek kosmiczny                                        | Funkcja                                                                            | Czas trwania                                            |
| ------------------------------------------------------- | ------------------------------------------------------- | ------------------------------------------------------- | ------------------------------------------------------- | ------------------------------------------------------- | ---------------------------------------------------------------------------------- | ------------------------------------------------------- |
| 1                                                       | 16 listopada 2020                                       | Crew Dragon Resilience                                  | 2 maja 2021                                             | Crew Dragon Resilience                                  | pilot statku Crew Dragon oraz inżynier pokładowy Międzynarodowej Stacji Kosmicznej |                                                         |